# Comida callejera de Hong Kong

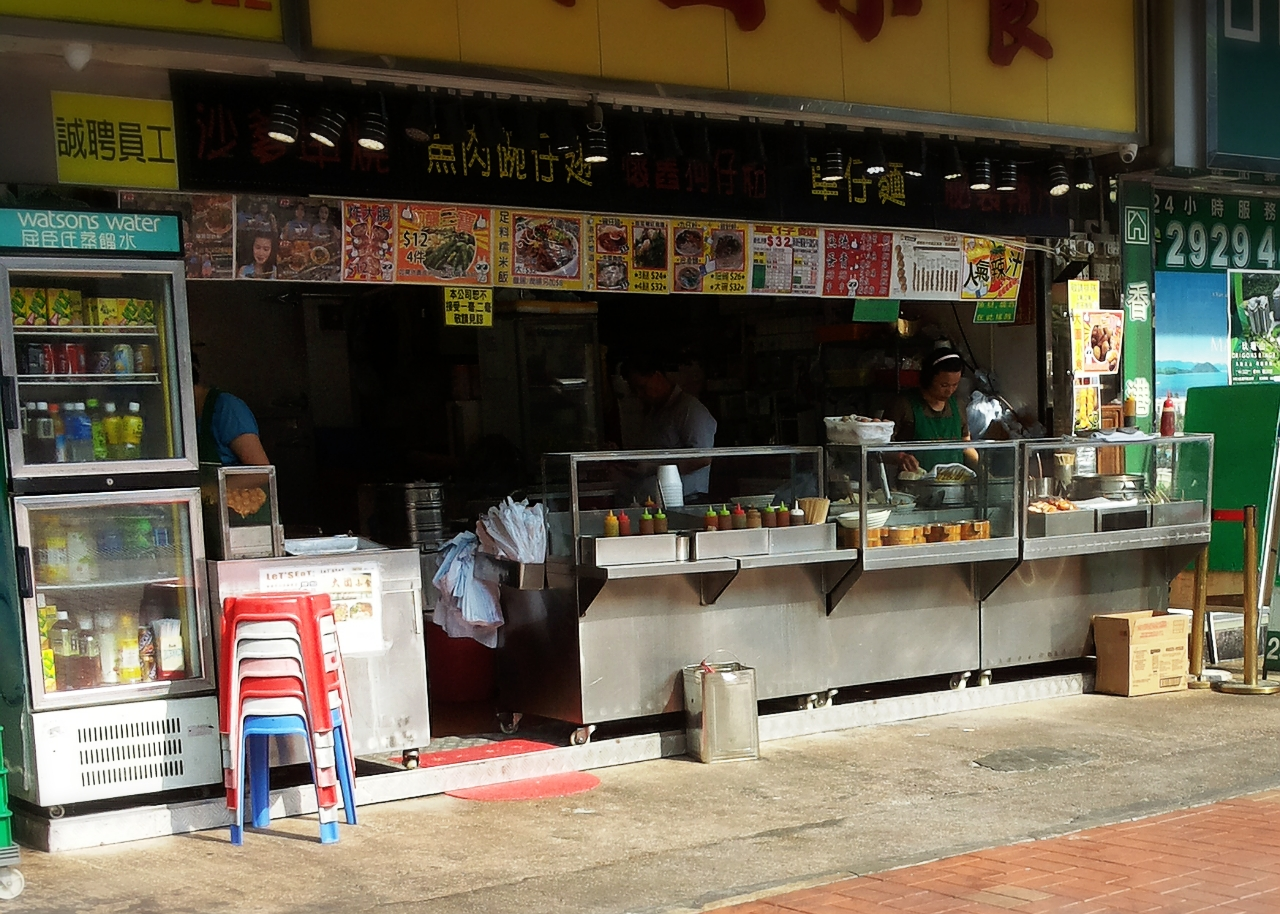
Un puesto de comida callejera en Tai Wai

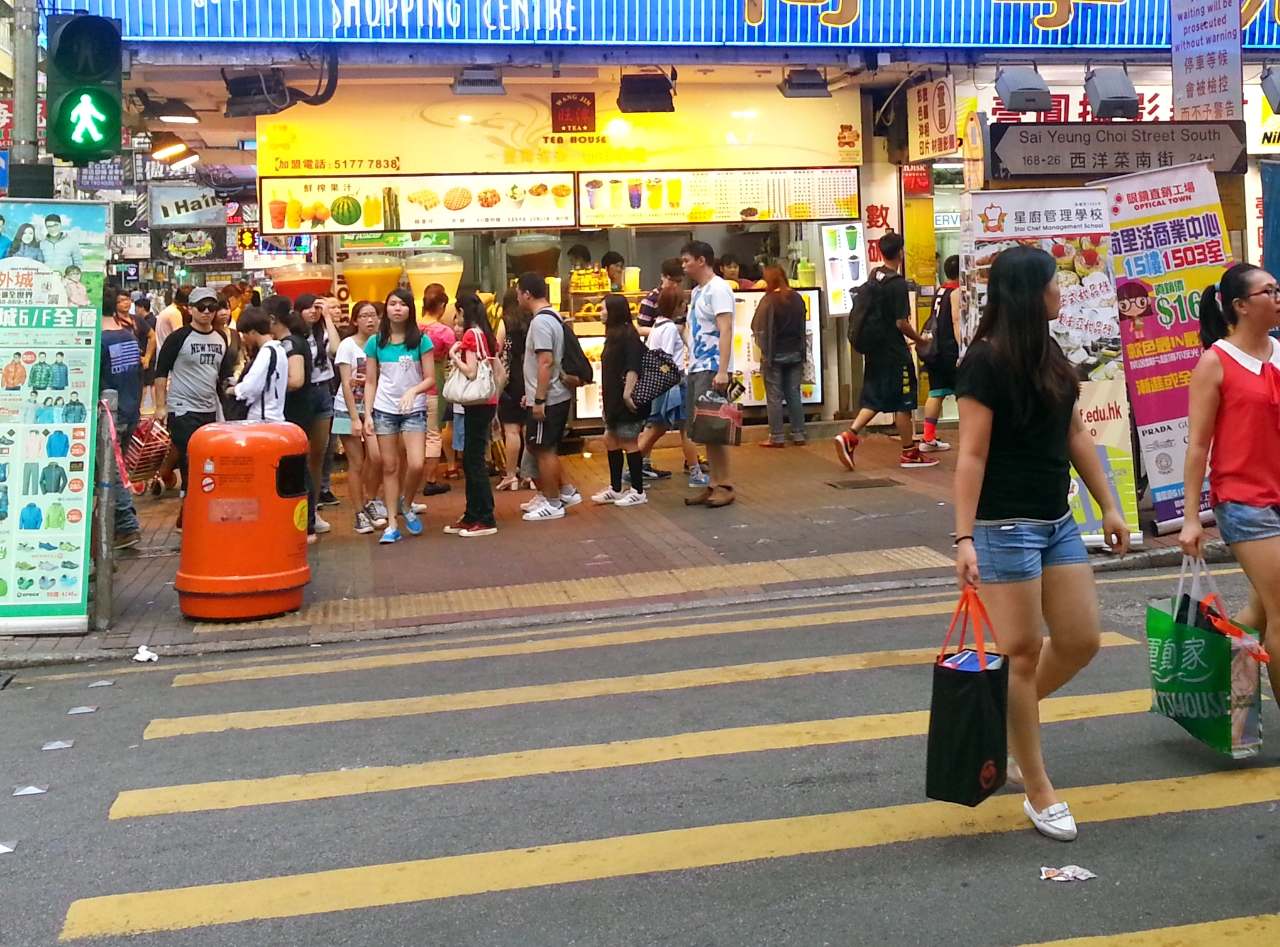
Un puesto de comida callejera en la calle Sai Yeung Choi, Mong Kok.

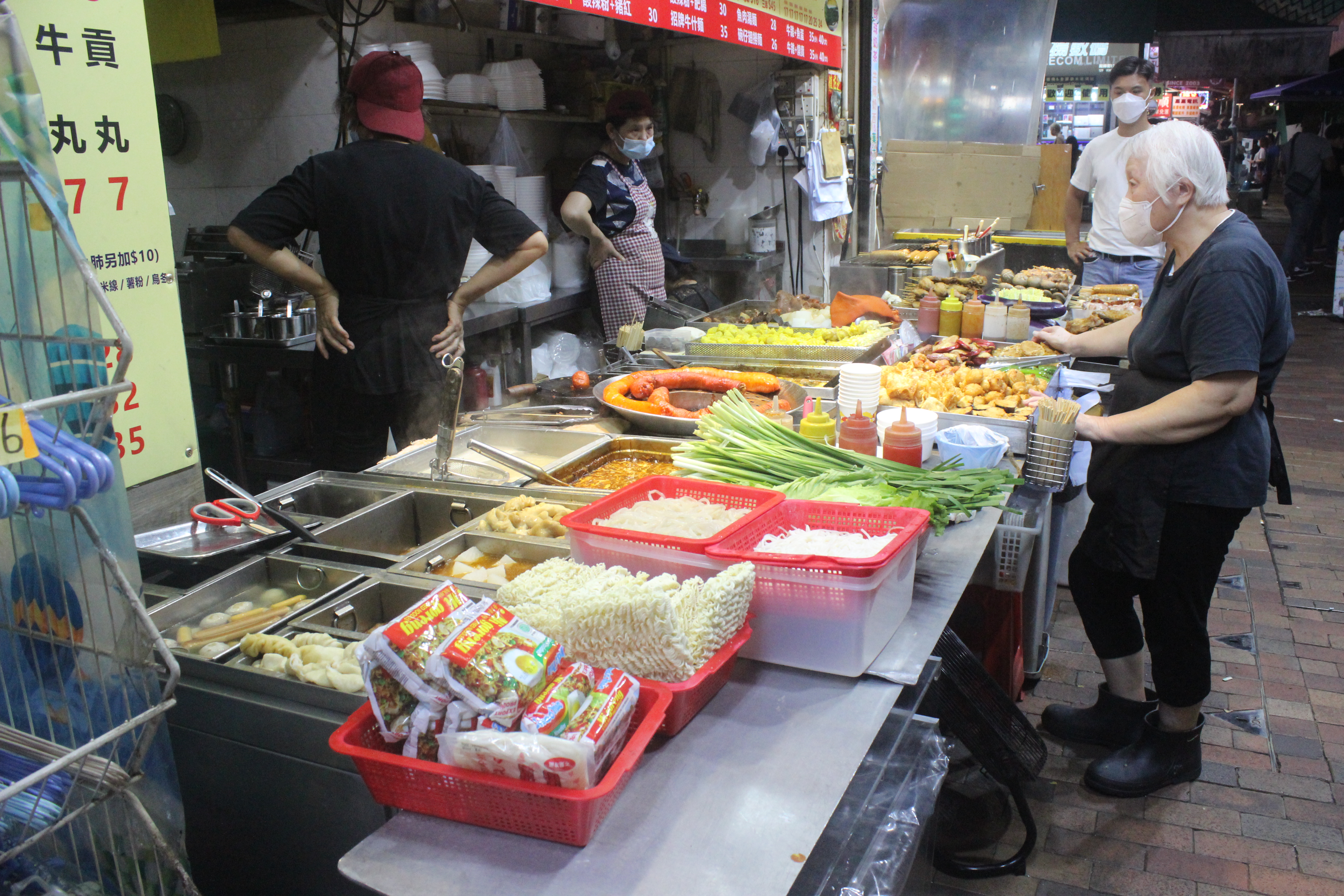
Un puesto de comida callejera en Sham Shui Po.

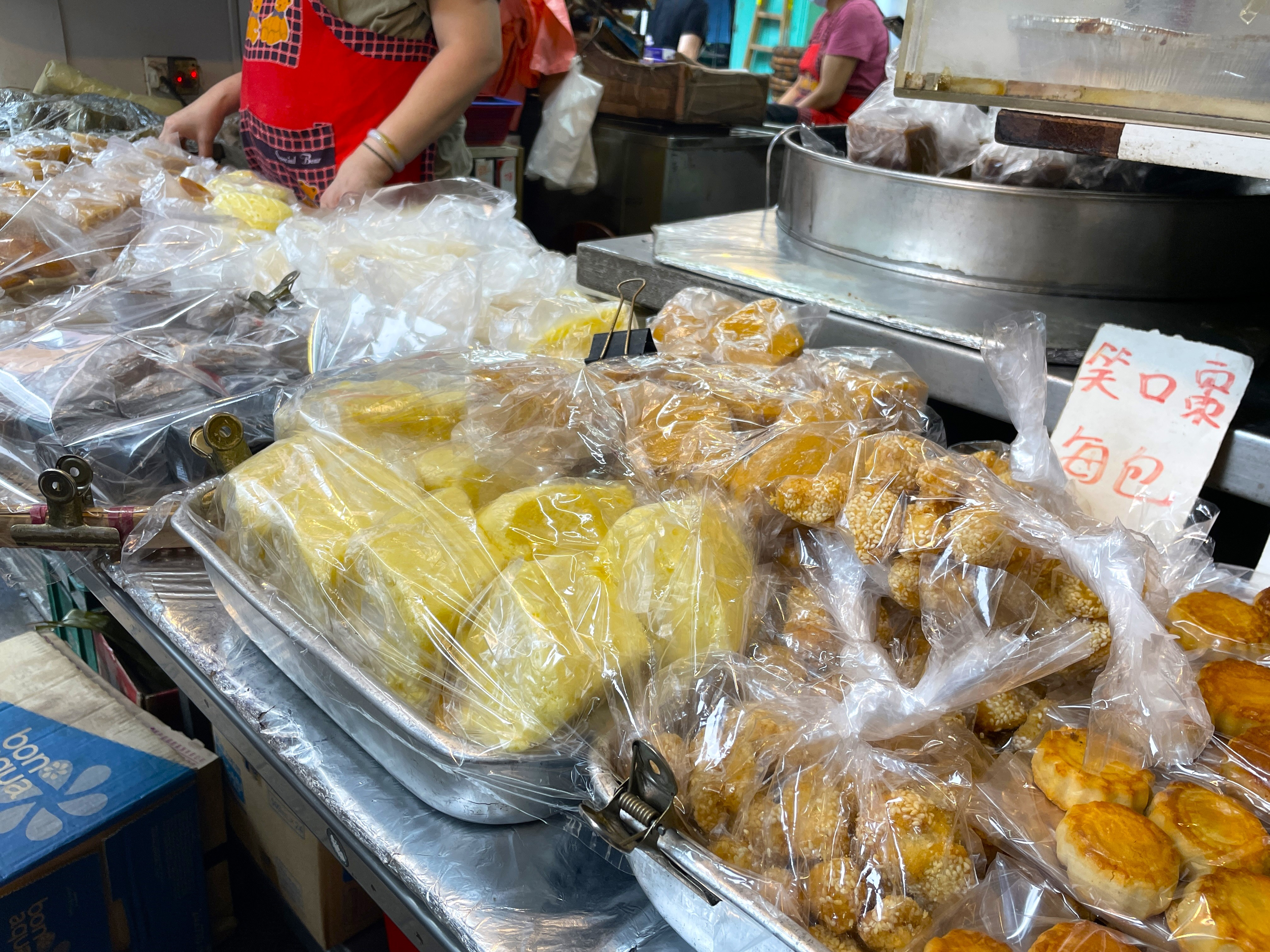
Pasteles y postres tradicionales de Hong Kong de la tienda Kwan Kee, Sham Shui Po.

La comida callejera de Hong Kong está compuesta por aperitivos y bebidas listos para consumir, vendidos por vendedores ambulantes o en puestos de comida, incluyendo tartaletas de huevo, bolas de pescado, waffles de huevo y tofu apestoso, según la definición proporcionada por la Organización de las Naciones Unidas para la Alimentación y la Agricultura (ONUAA). Estos alimentos se pueden encontrar en toda la ciudad, especialmente en las áreas de Mong Kok, Causeway Bay, Yuen Long, Tsuen Wan y Kwun Tong.

## Características
La comida callejera está lista para llevar y consumirse de inmediato en otro lugar. Generalmente, a los clientes se les sirven aperitivos, que se colocan en cajas de poliestireno, con palillos de bambú desechables o utensilios de plástico. La comida callejera debe ser vendida en la vía pública, aunque hoy en día los puestos callejeros se han transformado en tiendas que no ofrecen asientos. Los alimentos se entregan fácilmente en pequeñas bolsas de plástico, bolsas de papel o tazones. La comida se prepara bastante rápido.
Los nutricionistas sostienen que, en comparación con otros alimentos, la comida callejera suele cocinarse en mayores cantidades de aceite, y los vendedores ambulantes suelen añadir grandes cantidades de azúcar o sal para sazonar.
Según los sitios web de viajes Time Out y About.com en 2013, los precios de la comida oscilaban entre 1 y 25 dólares, y eran considerados aceptables para los habitantes de Hong Kong.
Las investigaciones culturales sugieren que los puestos de comida ofrecen una variedad de aperitivos, tanto locales como internacionales, que van desde pudín de frijol rojo de Cantón hasta croquetas de camarones tailandesas.

## Historia

### Puestos de aperitivos antiguos
Según el Tang Zhiyan (en chino: 唐摭言, "palabras seleccionadas de la dinastía Tang"), los vendedores ambulantes ya vendían alimentos fríos en las calles para aliviarse del calor del verano desde la dinastía Tang. Posteriormente, durante la dinastía Qing, los puestos de aperitivos callejeros se fueron desarrollando gradualmente hasta convertirse en mercados callejeros. Como se destaca en un artículo titulado Buscando los hábitos alimenticios de los desempleados (en chino: 尋找地踎飲食), los vendedores ambulantes con barriles de madera, utensilios tradicionales y estufas forma parte de la historia de los aperitivos callejeros locales.

### Desarrollo en elsigloXX
En la década de 1950, ante la recesión económica y la alta tasa de desempleo, la mayoría de las clases bajas se vio obligada a convertirse en vendedores ambulantes itinerantes para mantener su sustento. Debido a los recursos limitados, se utilizaban toldos rudimentarios, estufas y carritos de madera. Considerando la efectividad y conveniencia, vendían los aperitivos en carritos móviles por las calles principales para maximizar los ingresos. Durante el periodo de posguerra, la estabilidad política y el desarrollo económico de Hong Kong atrajeron a inmigrantes de China continental. En ese momento, 300,000 de ellos trabajaban como vendedores ambulantes, incluidos los de comida callejera. El crecimiento en el número de vendedores ambulantes itinerantes fomentó el desarrollo de la cultura de la comida callejera. Estos vendedores atendían principalmente a grupos de bajos ingresos. Estos puestos tenían la forma un carro de madera con ruedas, lo que permitía que fueran tirados y empujados por la ciudad. La comida solía ser barata y con muchas variaciones. Estos puestos se hicieron muy populares entre las décadas de 1950 y 1960. Sin embargo, el gobierno de Hong Kong prohibió este tipo de tiendas con el fin de construir una imagen higiénica de la sociedad mientras mantenía la salud pública. Por lo tanto, los dueños intentaron abrir negocios en tiendas en lugar de seguir utilizando sus propios carritos. Aunque el estilo original de "servicio de carritos de madera" ha cambiado en cierta medida, los tipos de alimentos que se venden son los mismos que en el pasado.

## Desarrollo contemporáneo
Desde la década de 1970 hasta la de 1980, varios factores influyeron en el desarrollo de los aperitivos callejeros.

### Factor gubernamental
En la década de 1970, el gobierno adoptó una actitud opresiva hacia los vendedores ambulantes en lugar del enfoque laissez-faire que se había adoptado antes. Esto se reflejó en el cambio de las políticas gubernamentales. Por ejemplo, el gobierno dejó de emitir licencias para vendedores ambulantes itinerantes en 1979, con el fin de controlar el número de puestos de vendedores ambulantes. Posteriormente, el Consejo Urbano y el Consejo Regional implementaron una política para eliminar a los vendedores ambulantes en 1995. Todas estas acciones suprimieron la prevalencia de la comida callejera en ese momento.

### Factor de higiene
La comida callejera no tiene un alto nivel de preocupación por la higiene. Los aperitivos callejeros contenían gérmenes como el cólera y escherichia coli. Según un video publicitario publicado por el Departamento Médico y de Salud en 1987, los puestos de comida eran considerados insalubres en cuanto a su entorno y proceso de cocción. En el video, se mostraba a un vendedor ambulante fumando mientras vendía aperitivos. Su puesto estaba ubicado junto a una calle transitada, y el suelo estaba mojado con basura y aguas residuales. Esta condición insalubre despertó la preocupación de los clientes, lo que actuó como catalizador del cambio. Los vendedores ambulantes no vendían sus productos en áreas permitidas, solicitaban licencias para vendedores ambulantes o luchaban por una legislación que hiciera de la venta ambulante sin licencia una actividad legal en la década de 1970.

### Factor social
La presencia de vendedores ambulantes contribuyó al aumento de la población de chinos continentales, quienes sufrieron las consecuencias del fin de la Guerra Civil, principalmente después de 1950. Estas personas intentaban vivir una vida mejor en Hong Kong, como una forma de escapar de la autoridad china. Sin embargo, la mayoría de ellos no tenía educación, por lo que apenas lograban ganarse la vida. En ese momento, la gente vivía en entornos extremadamente hacinados, y muchos de ellos optaron por iniciar su "negocio" en la calle, que incluía la venta de alimentos, canto y narración de historias.
Entre las décadas de 1960 y 1970, fue la época de mayor auge de los vendedores ambulantes. Más de 300,000 personas trabajaban en la industria, lo que representaba el 20% de la fuerza laboral. En ese momento, como no había centros comerciales ni mercados, se presentaron muchas oportunidades para que los vendedores ambulantes expandieran sus negocios. Los vendedores ambulantes ya no se limitaban a ganarse la vida, sino que comenzaron a buscar una mejor calidad de vida.
A menudo, las multitudes que rodeaban los carritos de los vendedores ambulantes se consideraban una molestia para otros peatones. En algunos casos, los ancianos podían resbalar al caminar sobre los charcos, mientras que los niños podían lastimarse con el aceite caliente de los puestos. La preocupación por la seguridad y la molestia pública provocaron el descontento hacia los vendedores ambulantes.

## Cambios en la sociedad contemporánea
En las últimas décadas, la comida callejera en Hong Kong ha cambiado su forma de operar.

### Introducción de nueva legislación
El gobierno ha establecido un límite en las licencias otorgadas. Según un documento oficial, hasta 2011 se habían emitido 233 contratos para vendedores ambulantes fijos y 93 contratos para vendedores ambulantes itinerantes. El número de vendedores ambulantes ha disminuido en comparación con 2005, cuando había 1,075 contratos para vendedores ambulantes fijos. Para mantener un ambiente seguro y limpio, el gobierno también ha controlado las actividades de venta ambulante mediante leyes. Estas incluyen:
- Secciones 83-86D de la Ordenanza de Servicios Municipales y de Salud Pública (Cap.132).

- Reglamento de Vendedores Ambulantes (Cap.132, sub.leg.).

- Reglamento de Negocios de Alimentos (Cap.132, sub.leg.).

- Sección 4A de la Ordenanza de Delitos Resumidos (Cap.228).[16]

### Mejora en las condiciones de higiene
La comida callejera está disponible para la venta de inmediato, y los vendedores la mantienen hirviendo durante la operación para evitar el crecimiento de bacterias.

### Cambio en el modo de operación
Debido al suministro limitado de licencias itinerantes y a la introducción de una política de eliminación obligatoria, los vendedores ambulantes tienen un puesto fijo tras mudarse a los centros comerciales. La distribución de los aperitivos callejeros solía estar dispersa geográficamente por todo Hong Kong. Sin embargo, hoy en día, los aperitivos callejeros se encuentran principalmente en seis distritos: Este, Central y Oeste, Wan Chai, Yau Tsim Mong, Sham Shui Po y Kowloon City.

## Importancia para Hong Kong

### Turismo local y reconocimiento internacional
La popularidad mundial de los aperitivos callejeros locales ha fomentado el turismo en Hong Kong. Estos son reconocidos tanto a nivel local como internacional. El sitio web de la Junta de Turismo de Hong Kong destacó la comida callejera como una "comida imprescindible". En medios internacionales, CNN Travel ha dedicado una columna especialmente para los aperitivos callejeros de Hong Kong. Según un artículo de Reuters, los alimentos callejeros de Hong Kong fueron clasificados en el primer lugar de las 10 principales ciudades con comida callejera por el asesor de viajes en línea Cheapflights.com en 2013. En resumen, este reconocimiento ha aumentado la apreciación de los ciudadanos de Hong Kong hacia la cultura local de la comida callejera.

### Demostración de los valores fundamentales de Hong Kong
Los aperitivos callejeros han simbolizado los valores fundamentales de la diversidad cultural de Hong Kong. Un ejemplo es la aparición de puestos de comida que venden delicias extranjeras como takoyaki y brochetas de Indonesia. Esto demuestra la diversidad de opciones de aperitivos callejeros y refuerza el título de Hong Kong como «paraíso gastronónico». A pesar de todos los cambios, también puede representar la identidad de Hong Kong. Por ejemplo, el nombre "gofres de huevo estilo Hong Kong" muestra su origen local. La esencia adaptable de la comida callejera local ha demostrado la aceptación cultural de Hong Kong y sirve como un medio para mostrar su carácter al mundo.
En 2015, un notable aumento en el sentimiento nacionalista condujo al crecimiento de la influencia de los partidos nacionalistas como Civic Passion y Hong Kong Indigenous. Los nacionalistas, al sentir que los vendedores ambulantes, que generalmente representan el estrato más bajo de la sociedad de Hong Kong, estaban siendo cada vez más oprimidos por un gobierno que colaboraba con intereses comerciales y propietarios de bienes raíces, ofrecieron un apoyo de alto perfil al tradicional mercado nocturno de la calle Kweilin durante el Año Nuevo lunar de 2015, cuando fue objetivo de cierre por parte del gobierno de CY Leung. En la víspera del Año Nuevo Lunar de 2016, inspectores del Departamento de Higiene Alimentaria y Ambiental (FEHD) realizaron una redada preventiva contra los vendedores ambulantes en Sham Shui Po, y realizaron arrestos y confiscaciones. Esto llevó a los disturbios civiles de Mong Kok en 2016, donde los nacionalistas defendieron a los propietarios de los puestos de ser víctimas de los inspectores del FEHD y se enfrentaron a la policía.

## Lista de comida callejera de Hong Kong
| Nombre                                       | Imagen | Descripción |
| -------------------------------------------- | ------ | --- |
| Bolas de pescado 魚蛋                        |        | Las albóndigas de pescado suelen servirse con curry y se venden en brocheta. |
| Siu mai 燒賣                                 |        | Es diferente del dim sum que se sirve en los restaurantes chinos. No incluye más ingredientes que carne de pescado y cerdo. El siu mai tiene incluso su enciclopedia, ya que tres hongkoneses administran una popular página de Facebook llamada Hong Kong Siu Mai Concern Group. El grupo comparte con frecuencia críticas gastronómicas e información sobre los mejores siu mai de la ciudad. Al mismo tiempo, la página también publica aportaciones de otros entusiastas, que a veces crean recetas peculiares como poner siu mai (o shumai) en una ensalada. |
| Imitación de sopa de aleta de tiburón 碗仔翅 |        | Los ingredientes principales suelen ser setas, fideos y huevos revueltos. Es tradición añadir vinagre rojo a la sopa cuando se toma. |
| Castañas fritas 炒栗子                       |        | Las castañas se saltean con arena negra y azúcar en un wok. |
| Waffles de huevo 雞蛋仔                      |        | Se elabora mezclando huevos, azúcar y harina hasta obtener una pasta y horneándola hasta que adquiere un color dorado. Es crujiente por fuera y suave por dentro. |
| Put chai ko 砵仔糕                           |        | Del tamaño de la palma de la mano, cocidas al vapor en un cuenco de porcelana. |
| Tofu apestoso 臭豆腐                         |        | Frito, huele mal después de la fermentación natural. |
| Waffles o gofres 格仔餅                      |        | Mantequilla de cacahuete, mantequilla, azúcar y leche condensada se juntan en los 2 gofres. |
| Vísceras de ternera 牛雜                     |        | Despojos de ternera estofados, incluidos callos, pulmones e intestinos. |
| Tentáculos de calamar fritos 炸魷魚鬚        |        | Se adoba previamente hasta que el exterior adquiere un color anaranjado. La textura es como la de una goma. Se suele mojar en vinagre negro cuando se sirve. |
| Intestinos de cerdo fritos 炸大腸            |        | Se corta en rodajas y se coloca en una brocheta de bambú. La parte exterior se fríe hasta que adquiere un color anaranjado y el interior se llena de grasa. |
| Camote asado 煨蕃薯                          |        | Suave y muy caliente, se suele comer en invierno. |
| Tres tesoros rellenos fritos 煎釀三寶        |        | Berenjena rellena, pimiento relleno y fabada rellena. |
| Dulce tradicional envuelto en coco 糖蔥餅    |        | Un bocadillo tradicional cantonés envuelto con azúcar duro y coco dentro de una oblea blanca. |
| Pudín de tofu 豆腐花                         |        | El pudín puede servirse caliente o frío con azúcar moreno. |
| Galletas con maltosa 麥芽糖夾餅              |        | Este tentempié se compone de dos trozos de galletas rellenos de maltosa dulce y pegajosa en el centro, enrollados sobre una fina tira de bambú. |